# 桜島号
桜島号（さくらじまごう）は、福岡県福岡市と鹿児島県鹿児島市を九州自動車道経由で結ぶ昼行高速バス路線である。かつては夜行便も1往復運行されていた。
席は全便座席指定制で、乗車には予約が必要である。

## 運行会社
- 西日本鉄道（西鉄）：福岡高速自動車営業所
- 南国交通：鹿児島営業所
- 鹿児島交通：鹿児島営業所
- 鹿児島交通観光バス：鹿児島営業所
- JR九州バス：鹿児島支店

2021年4月1日以降、13往復の運行となっており、福岡発午前・鹿児島発午後の6往復を西鉄が担当し、鹿児島発午前・福岡発午後の7往復を南国・鹿交・鹿観の3社が2往復、JRが1往復担当する。
2009年頃から西鉄担当便の多くが西鉄子会社の高速バス運行会社である西鉄高速バスに運行委託されていたほか、西鉄高速バス担当の便もあったが、2019年4月1日に西鉄高速バスが西鉄に吸収されたため福岡側は西鉄1社のみの運行である。またかつて鹿児島県側にあった林田産業交通も一部便を担当しており、経営破綻などにより林田バス→いわさきバスネットワークとなった後も鹿児島交通に吸収されるまで一部便を担当していた。

## 沿革
- 1990年3月22日 西日本鉄道・南国交通・林田産業交通・鹿児島交通（当時）の4社共同運行により運行開始[1]。
  - 当時の運行本数　昼行:6往復 夜行:1往復[1]
- 1990年12月20日 九州旅客鉄道（ＪＲ九州バス）が参入し[2]（1往復増発）、5社共同運行になる。
- 1991年3月20日 昼行便を15往復（6時から20時まで1時間毎）に大増発
- 1999年3月28日現在の停車地
  - 昼行便 - 博多駅交通センター、西鉄天神バスセンター、久留米インターチェンジ（一部の便のみ停車）、鹿児島空港南、西鹿児島駅前、天文館、いづろ
  - 夜行便 - 博多駅交通センター、西鉄天神バスセンター、西鉄久留米、西鹿児島駅前、天文館、いづろ
- 2002年12月1日 福岡～鹿児島間の往復乗車券を9,000円→8,000円、4枚つづり回数券を18,000円→15,000円に値下げ。
- 2004年2月13日 停車地追加。
  - 久留米ICに停車する便が新たに帖佐に停車するようになる。
  - 夜行便も鹿児島空港南に停車するようになる。
- 2004年4月1日 鹿児島交通運用分が南九州バスネットワークに移管される。
- 2006年9月1日 南九州バスネットワーク解散に伴い、運用分が林田バスに移管し、4社共同運行になる。
- 2007年3月21日 停車地追加。
  - 昼行便すべてが久留米IC、帖佐に停車するようになる。
  - 全便とも停車地に高速基山、下伊敷を追加。
  - 下伊敷停車追加により経路一部変更（鹿児島ICが鹿児島北ICへ）
- 2007年4月頃 新たに鹿児島交通観光バスが参入。再び5社共同運行となる（車両は旧南九州バスネットワーク所属車を林田バスより譲渡される）。
- 2008年2月1日 林田バス清算により、同社運行便がいわさきバスネットワークに変更。
- 2008年10月20日 夜行便の停車バス停を久留米バスセンターから昼行便同様久留米インターチェンジへ変更。
- 2009年2月1日 いづろ高速バスセンター廃止に伴い、鹿児島市内の始終着バス停を鹿児島本港（高速船ターミナル）へ変更。[3]
- 2009年6月1日 バスセンターが併設されていた南国日生ビルの建て替えに伴い、鹿児島中央駅前の乗降車バス停を変更[4]。
- 2009年10月頃 夜行便の西日本鉄道運用分が西鉄高速バスに移管される（昼行便は従来通り西日本鉄道が運行）。
- 2010年7月1日 夜行便の停車バス停にキャナルシティ博多を追加。
- 2010年7月21日 昼行便23往復中18往復について、一部の席を通常運賃の半額の運賃とする「席割」を実施（2012年3月31日まで）。
- 2011年3月12日 九州新幹線の全線開通に伴い、「九州新幹線全線開通割引きっぷ」を4月27日まで発売（6月1日より「九州新幹線de高速バス割引きっぷ」と名称を変更し通年発売）。
- 2012年2月29日 これまで期間限定で実施してきた「席割」を通年発売に変更、同年4月1日以降は夜行便・臨時便を除く全便が対象になる（設定席数は時間帯や運行時期により変動）。[5]
- 2012年4月23日 - 南国交通鹿児島中央駅前バスセンターの開業に伴い、鹿児島中央駅前乗降場所を変更[6][7]。また、この日から新たに八女インターチェンジに停車開始。
- 2013年4月1日 - 昼行便の西日本鉄道担当便を1往復を除き西鉄高速バスに移管。
- 2013年7月1日 - 同日出発便より、Webでの予約先が「@バスで（ハイウェイバスドットコム）」に変更される。また、これまで実施してきた「席割」が廃止され、代わりにWeb予約でカード事前決済時のみ安くなるWEB早割5を導入する（繁忙期は対象外）[8]。
- 2014年6月10日 1往復の西鉄本体担当便を西鉄高速バス管理委託（福岡高速営業所）から博多自動車営業所へ移管され、西鉄本体直営路線に変更。
- 2014年12月18日 - 昼行便のこれまでの宮原SA1箇所における10分間の途中休憩から、北熊本SAとえびのPAの2箇所においてそれぞれ15分間ずつの休憩に変更。これにより所要時間が20分延びる。また、夜行便のみ停車していた「キャナルシティ博多」における乗降扱いを廃止[9]。
- 2016年3月30日 - いわさきバスネットワーク清算に伴い、同社運行分を鹿児島交通に変更。
- 2016年3月31日 - この日を以って、西鉄高速バス運行分でのDVD放映サービスを終了。
- 2016年4月22日 - 熊本地震の影響で運休していた運行を夜行便のみ再開[10]。植木ICと八代ICの間は迂回運行となる。
- 2016年4月27日 - 運行休止していた昼行便のうち8往復の運行を再開[11]。但し、初日となる4月27日は福岡発の4便のみ運行で、翌28日より福岡発・鹿児島発共に8往復になる。引き続き、益城熊本空港IC - 御船IC間は迂回運行となる。
- 2016年5月1日 - 昼行便の便数が地震前の一日28往復に戻る[12]。
- 2016年6月13日 - ダイヤ改正により運行内容を大幅変更。[13]。
  - 昼行便の一部の便が、新たに鹿児島空港に乗り入れ開始。
  - 昼行便の一部の便が、博多BT～天神BT～高速基山～鹿児島空港南～鹿児島中央駅～天文館～鹿児島本港（高速船ターミナル）に停車するノンストップ便を運行。
  - 鹿児島市内一部経路変更（鹿児島北IC経由から鹿児島IC経由へ）。これに伴い「高速伊敷」バス停が新設され、これまで停車していた国道上の「下伊敷」停留所における乗降扱いを廃止。また、鹿児島中央駅前の降車場所が「東19番」乗り場に変更（乗車場所は従来通り鹿児島中央ターミナル内南国交通バスターミナル2番ホーム）。
  - 運行ダイヤがこれまでの通年1日24往復から、平日21往復・土日祝日24往復に変更（全て夜行便1往復を含む）。
  - 夜行便の鹿児島側運行会社がこれまでの3社（鹿交・鹿観・南国）に代わりJR九州バスが担当（福岡側はこれまでどおり西鉄高速バスが担当）。
- 2017年4月20日 -　西鉄高速バス担当の昼行便の一部を4列シート車で運行。
- 2017年8月19日 -　南国交通担当便の内1往復で4列シート車で運行。
- 2017年12月1日 - 運賃を、はかた号等で採用している運賃カレンダー制に移行[14]。これに伴い往復割引乗車券、4枚綴り回数券、WEB回数券、2枚回数券、WEB割、九州新幹線DE割引きっぷ、39（サンキュー）運賃 は廃止となる。代わりに、前日までの予約・決済で割引（A・B運賃は1000円、C運賃は500円割引）になる「WEB早割1」が導入され、2017年12月5日から2018年2月28日までの火・水・木の昼行便を2500円にする「WEBキャンペーン!!割」が期間限定で設定される。
- 2019年4月1日 - この日を以って西鉄高速バスが親会社の西鉄本体に吸収合併による解散に伴い、本路線の西鉄高速バス担当分（夜行便も含む）は全便西鉄本体が継承。同時にダイヤ改正を実施し、西鉄担当便の全てが4列シート車での運行となる（但し、夜行便は従前の3列独立シート車による運行を継続）。
- 2020年4月18日 - 新型コロナウイルスの世界的感染拡大の影響による利用客への感染拡散防止により、この日より同年5月31日までの期間においては夜行便を運休。昼行便についても4月21日 - 5月6日までの期間は全便運休とし、5月7日以降は通常1日23往復のうちの13往復を運休とした1日10往復20便に減便して運行再開[15][16][17][18][19]。
- 2020年6月1日 - この日を以って夜行便を廃止[20]。なお、夜行便は4月18日より運休していたため、4月17日の運行が最終運行となった。
- 2021年4月1日 - ダイヤ改正。ノンストップ便を13往復→3往復に大幅減便し、全体の運行本数は23往復→13往復となる。各停便の総数は据え置かれたが各停便のうち鹿児島空港経由便は7.5往復→5往復となった。2020年4月17日までの30分-1時間間隔での運行から、全時間帯1時間間隔（12時台始発なし）での運行となる。
- 2022年7月1日 - この日の運行分より（発売は1か月前の同年6月1日から）運賃体系が従来のカレンダー制運賃からはかた号・フェニックス号で導入されているダイナミックプライシング型に移行[21]。価格幅は福岡 - 鹿児島間で3,000 - 6,000円となり、直近の予約状況に応じ、より幅広い価格帯で柔軟に運賃が変動させる事が出来る。これにより、早期の予約または閑散期においては最安価で利用可能。なお、ダイナミックプライシングによる適用はweb予約によるクレジットカード決済またはコンビニエンスストアによる決済のみとし、窓口または電話での予約もしくは予約なしでの飛び乗りでの利用は福岡 - 鹿児島間一律6,000円とする。これに伴い、「WEB早割1」は廃止。SUNQパスは従来通り全九州版であれば窓口・web予約関係なく追加料金なしでそのまま乗車可。
- 2023年10月1日 - ダイヤ改正。従来は博多バスターミナル始発・終着で天神高速バスターミナル経由だったものを入れ替え、天神高速バスターミナル始発・終着、博多バスターミナル経由に変更[22]。また、西日本鉄道担当分が全便福岡高速自動車営業所となる。（博多自動車営業所担当分が移管）

## 運行経路・停車停留所
太字は停車停留所。福岡市内-八女IC間のみ、鹿児島空港南-鹿児島市内間のみの利用は不可。【】内は一部の便のみが停車。
- 速達便（ノンストップ便） - 高速道路の一部区間無停車。1日3往復

西鉄天神高速バスターミナル - 博多バスターミナル  - 千代ランプ - （福岡都市高速2号線） - 太宰府IC - （九州自動車道） -  高速基山 -  鹿児島空港南 - 鹿児島IC - （鹿児島市街地） - 鹿児島中央駅前＜南国バスターミナル＞ - 天文館 - 鹿児島本港＜高速船ターミナル＞
- 多停車便（各停便） - 高速道路上の主要停留所に停車。平日・土日祝日とも1日10往復（うち5往復が鹿児島空港経由）

西鉄天神高速バスターミナル - 博多バスターミナル  - 千代ランプ - （福岡都市高速2号線） - 太宰府IC - （九州自動車道） - 筑紫野＜二日市温泉入口＞ - 高速基山 - 久留米IC - 八女IC - 鹿児島空港南 - 【鹿児島空港】  - 帖佐 - 高速伊敷 -  鹿児島IC - （鹿児島市街地） - 鹿児島中央駅前＜南国バスターミナル＞ - 天文館 - 鹿児島本港＜高速船ターミナル＞
- 途中、えびのPAと北熊本SAでそれぞれ15分間ずつの乗客開放休憩をおこなう。
- 鹿児島空港経由は、溝辺鹿児島空港ICにて一旦九州道を降りたのち、国道504号を経由して空港へ立ち寄るルートとなる。
- かつて運行されていた夜行便は基本的に各停便の経路・停車箇所とほぼ同じであるが、下記のとおり若干の違いがあった。
  - 西鉄天神高速バスターミナル始発・終着、博多バスターミナル経由（当時は停車順が昼行便とは逆であった）。
  - 博多バスターミナル - 筑紫野間は福岡都市高速経由ではなく一般道（国道3号線）を経由したのち、太宰府ICから九州自動車道を走行するルートとなる（福岡行も同じ）。
  - 八女ICは不停車。
  - かつては西鉄久留米にも停車していた。
  - 乗客開放休憩は無かった。

## 所要時間
- 博多バスターミナル～鹿児島本港高速船ターミナル間　[24]
  - 昼行便 - 最速4時間42分
  - 夜行便 - 6時間35分（廃止）

## 車両および車内設備
- ハイデッカーまたはスーパーハイデッカー
  - 全社とも以前は全車スーパーハイデッカーで統一され、ハイデッカーは専用車都合時や続行車のみ使用されていたが、2000年代後半以降に導入された新車は各社ともハイデッカーとなっている。
- 座席 - 4列シート、2+1列シート、独立3列シートが混在する。
  - 西日本鉄道・南国交通・鹿児島交通・JR九州バスは通常全便が4列シート（稀に3列独立シート車、2+1列シート車が充当される場合もある）
  - 鹿児島交通観光バスは2+1列シートまたは独立3列シート
  - 続行便の場合、運行会社によっては化粧室無しの貸切車または空港リムジン仕様車となる場合がある。
  - かつて運行されていた夜行便については基本的に独立3列シート仕様であったが、JR九州バス担当分においては夜行車両保有台数の関係で車両都合時には時として昼行便と同一（2+1配列）仕様の車両で運用される事もあった。
- 化粧室
- Wifi（順次導入中）
- 毛布
- コンセント（西鉄便全便とJR九州の一部便のみ）
  - 運行開始当初は車内に公衆電話も設置されていたが、携帯電話の普及に伴い各社とも2000年頃を目処に廃止された。このほか、おしぼり・飲み物（お茶・コーヒー）のサービスもあったが、コスト削減により現在は廃止されている。ビデオ（DVD映画）・ラジオ放送・マルチステレオ（音楽サービス）も現在廃止している会社も多い。

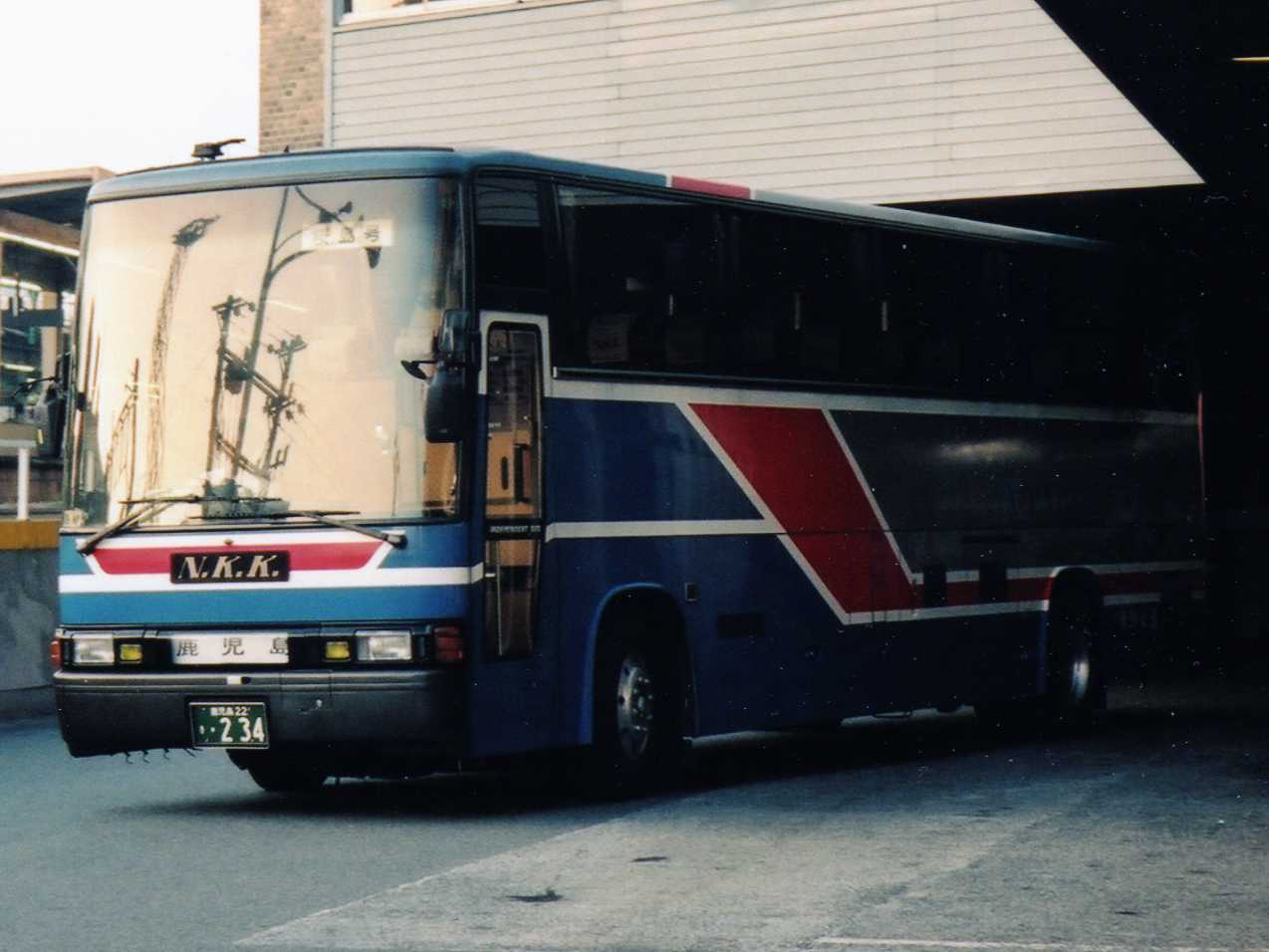
南国交通 鹿児島22き 234（日野P-RU638BB） 南国交通ではかつては夜行向けのスーパーハイデッカー・独立3列シート車を夜行・昼行ともに使用していた
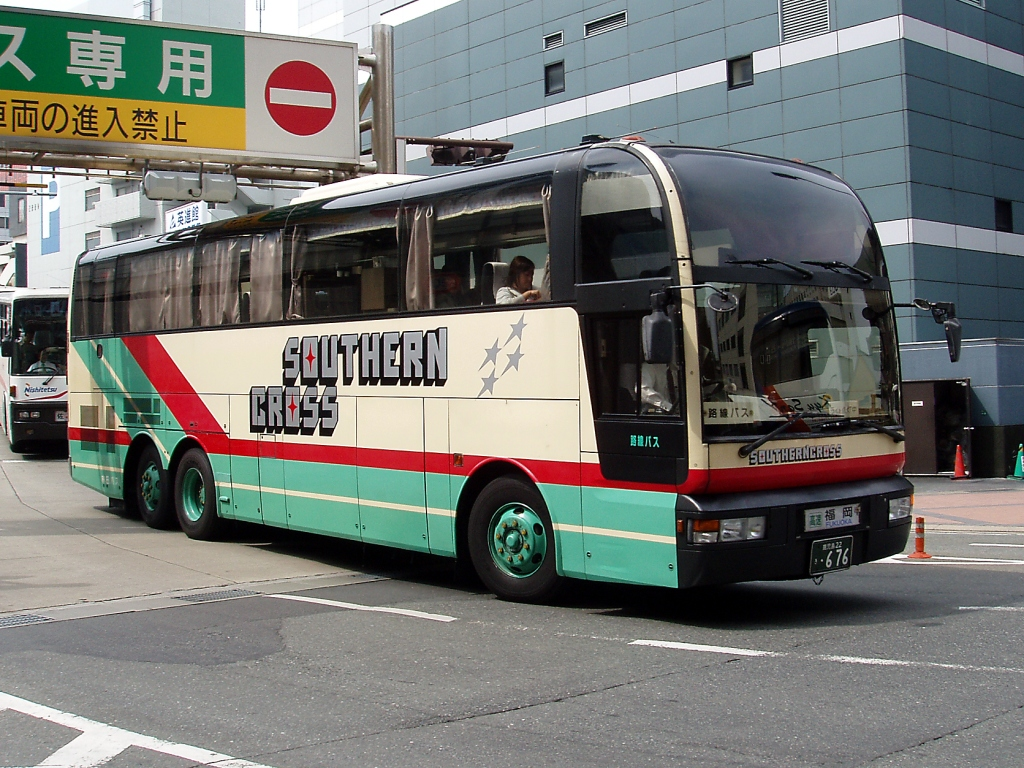
林田バス 鹿児島22き 676（日産ディーゼルU-RD620UBN） 林田バスでは夜行高速バス「サザンクロス号」用の独立3列シートの3軸スーパーハイデッカー車を夜行・昼行ともに使用していた
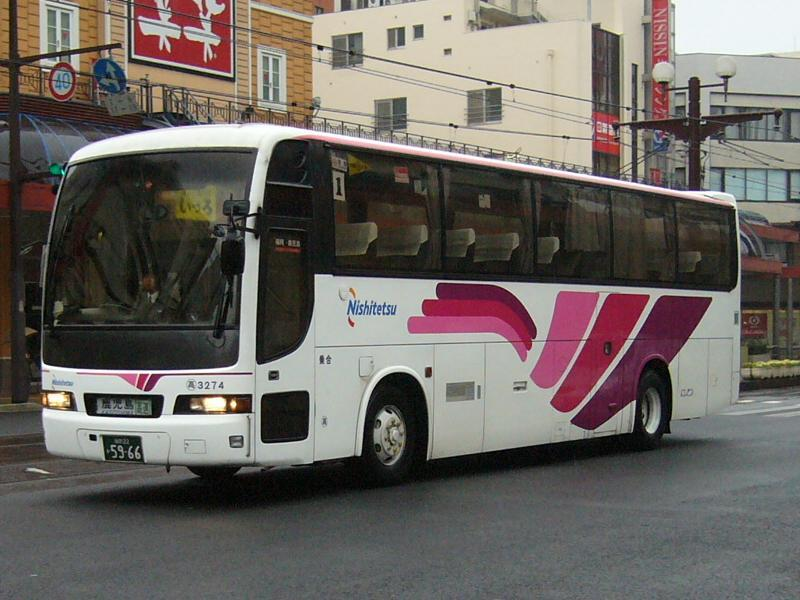
西日本鉄道 社番3274/福岡22か 5966（三菱ふそうKC-MS829P） 昼行用スーパーハイデッカー・2+1列シート
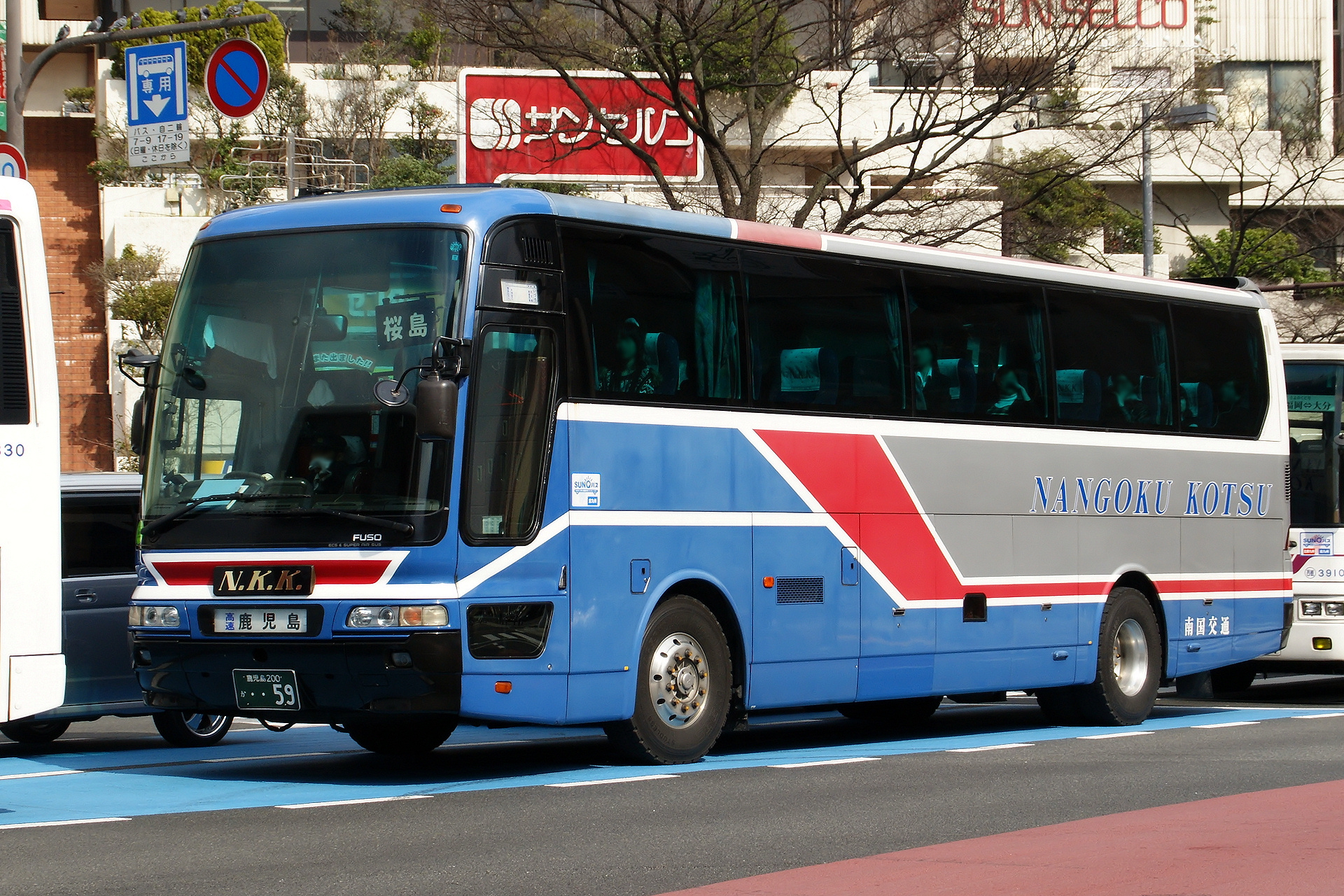
南国交通 鹿児島200か 59（三菱ふそうKC-MS822P） 上の鹿児島22き234と同様のスーパーハイデッカー・独立3列シート
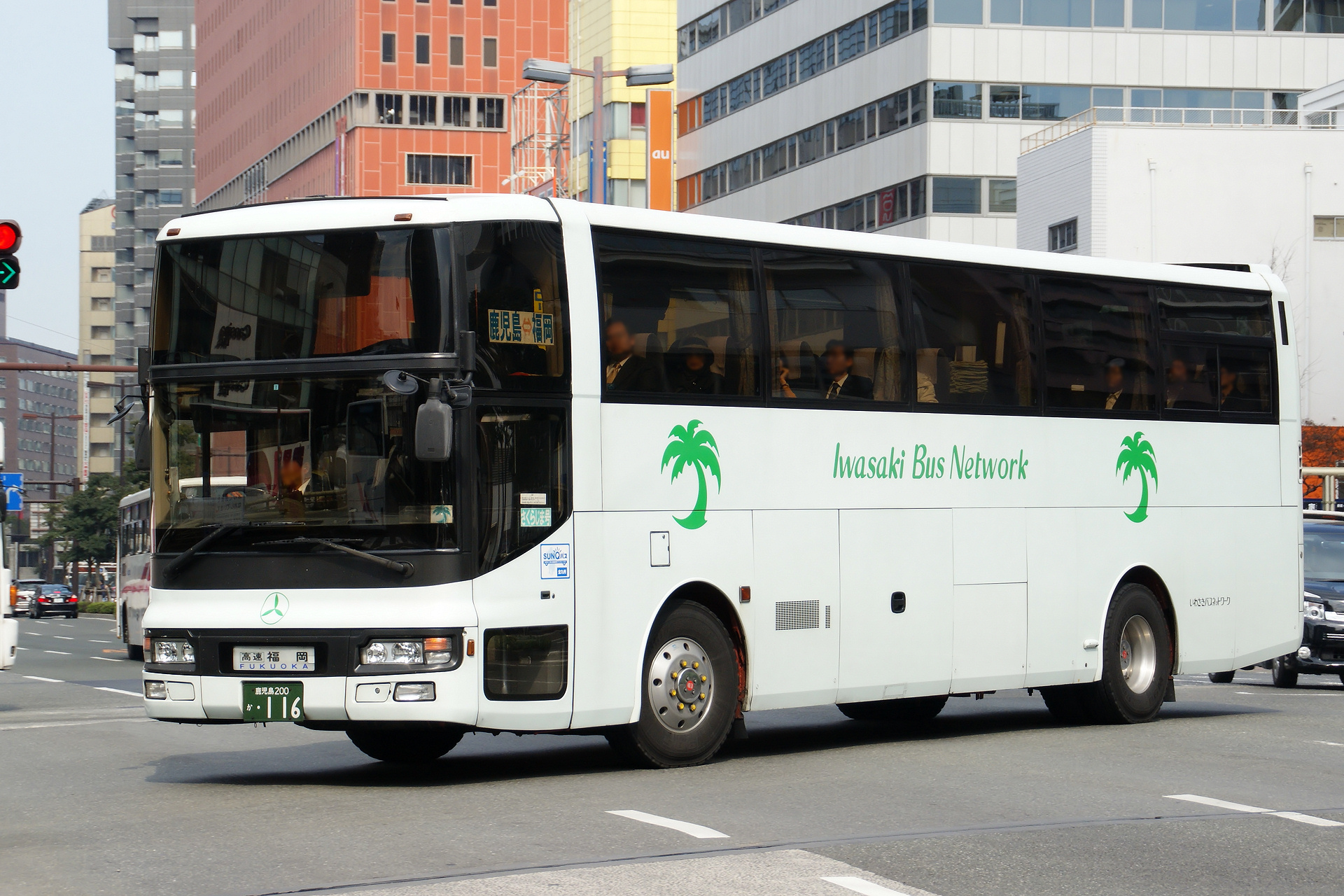
いわさきバスネットワーク 鹿児島200か 116（日産ディーゼルKL-RA552RBN） 昼行用スーパーハイデッカー・2+1列シート
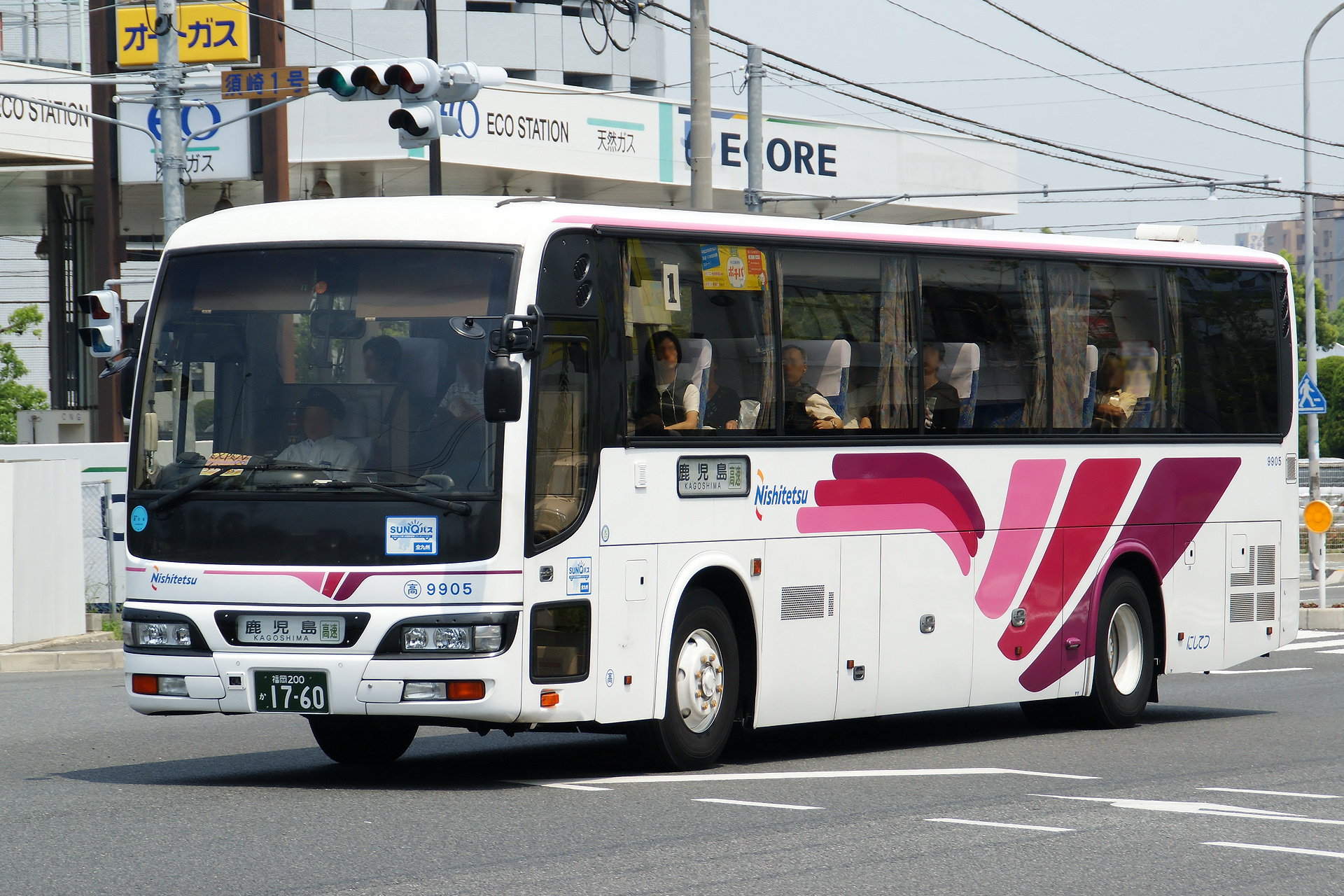
西日本鉄道 社番9905/福岡200か 1760（日産ディーゼルPKG-RA274RBN） ハイデッカーに変更された昼行用2+1列シート
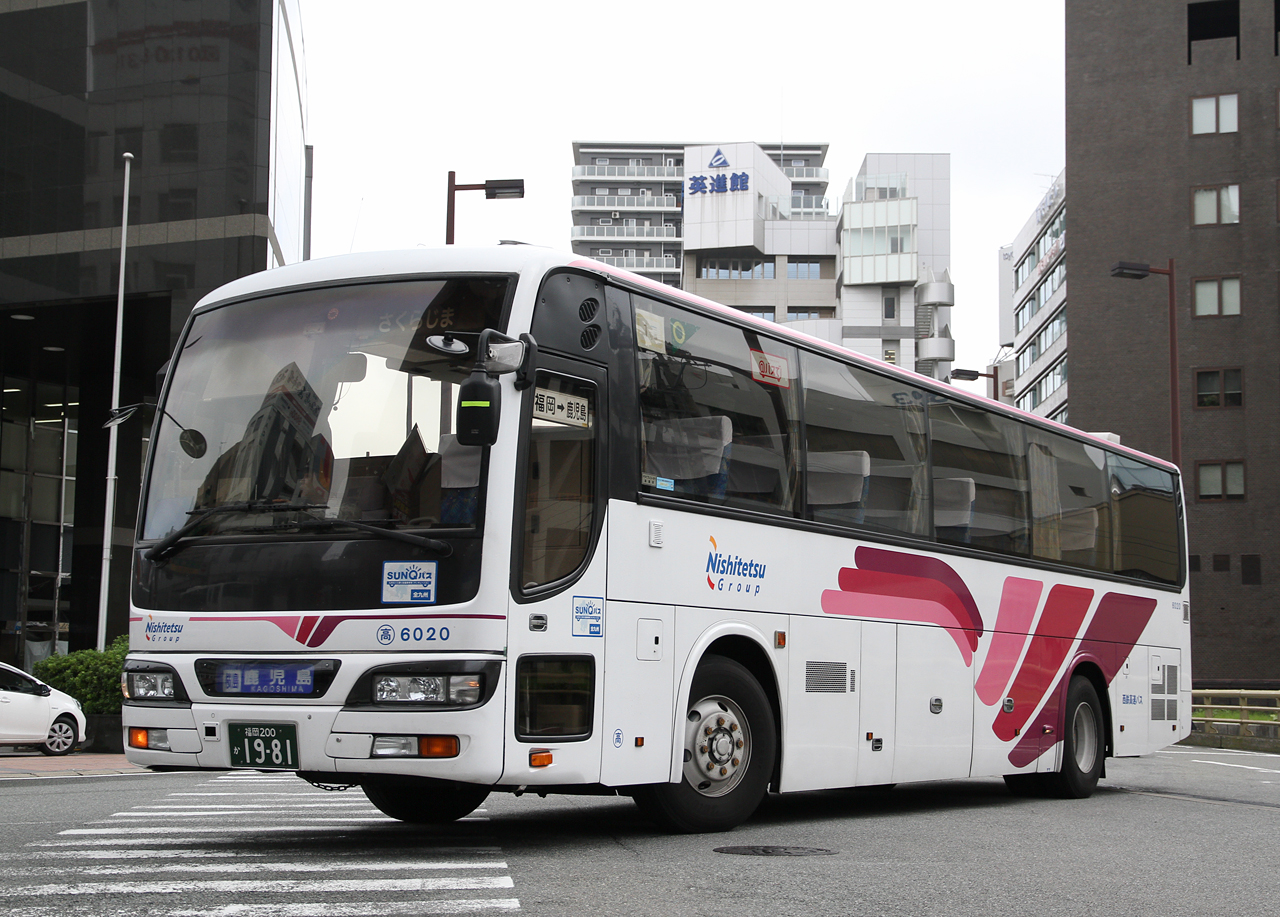
西鉄高速バス 社番6020/福岡200か 1981（日産ディーゼルPKG-RA274RBN） 西鉄高速バス担当、ハイデッカー・2+1列シート
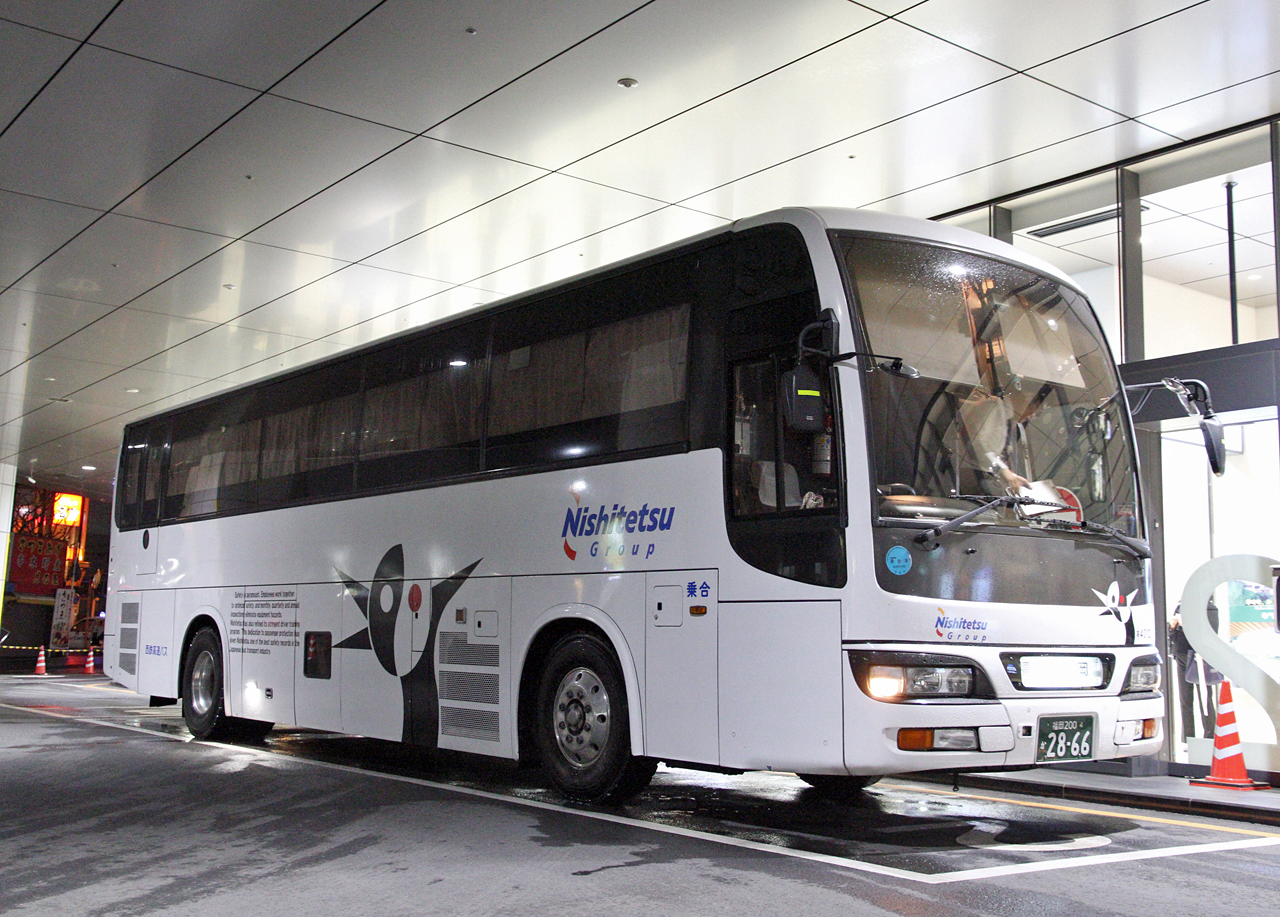
西鉄高速バス 社番4012/福岡200か 2866（三菱ふそうKL-MS86MP） 西鉄高速バスが担当していた夜行便でスーパーハイデッカー・独立3列シート
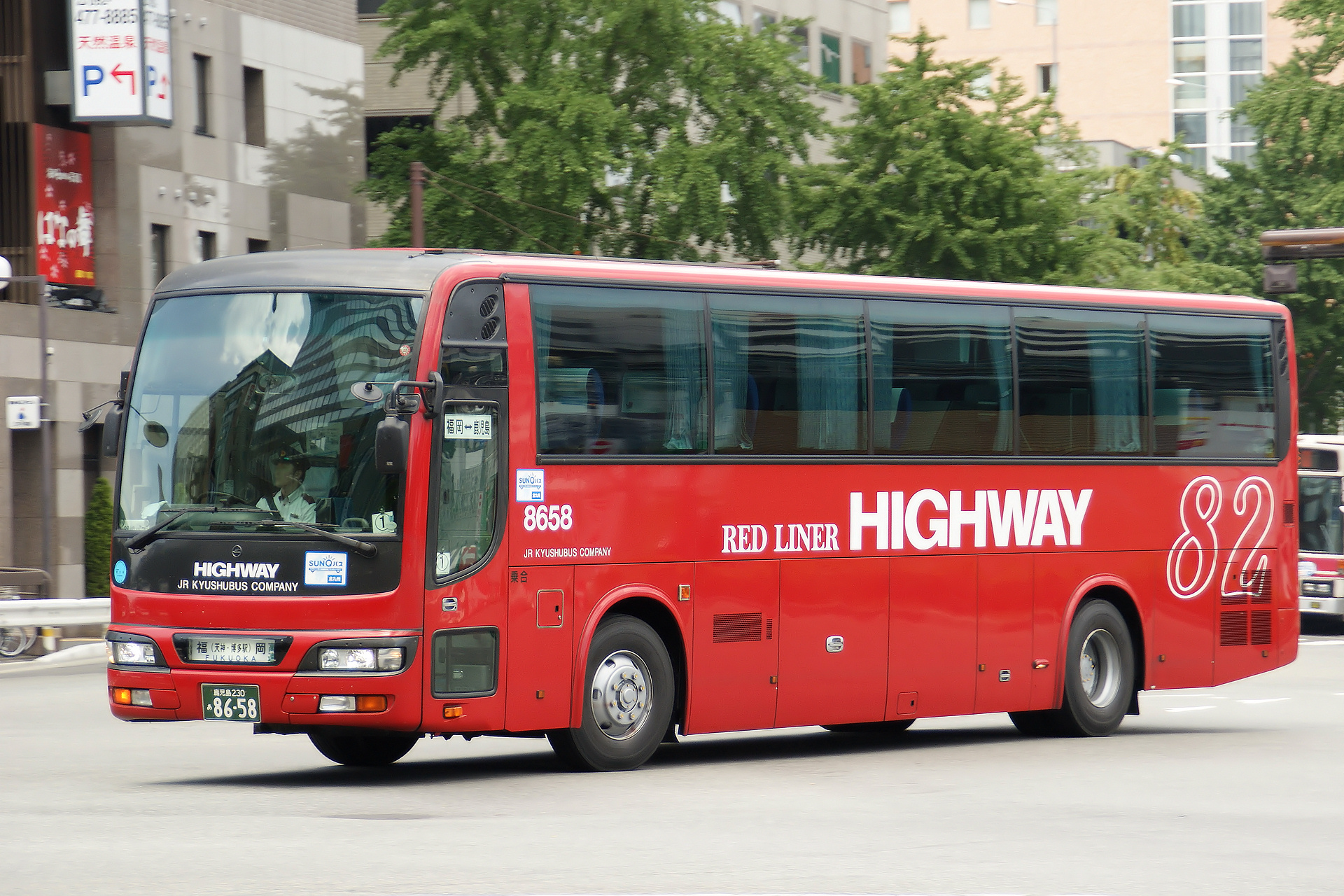
JR九州バス 社番748-06558/鹿児島230 あ8658（日産ディーゼルPKG-RA274RBN改） 昼行用スーパーハイデッカー・2+1列シート
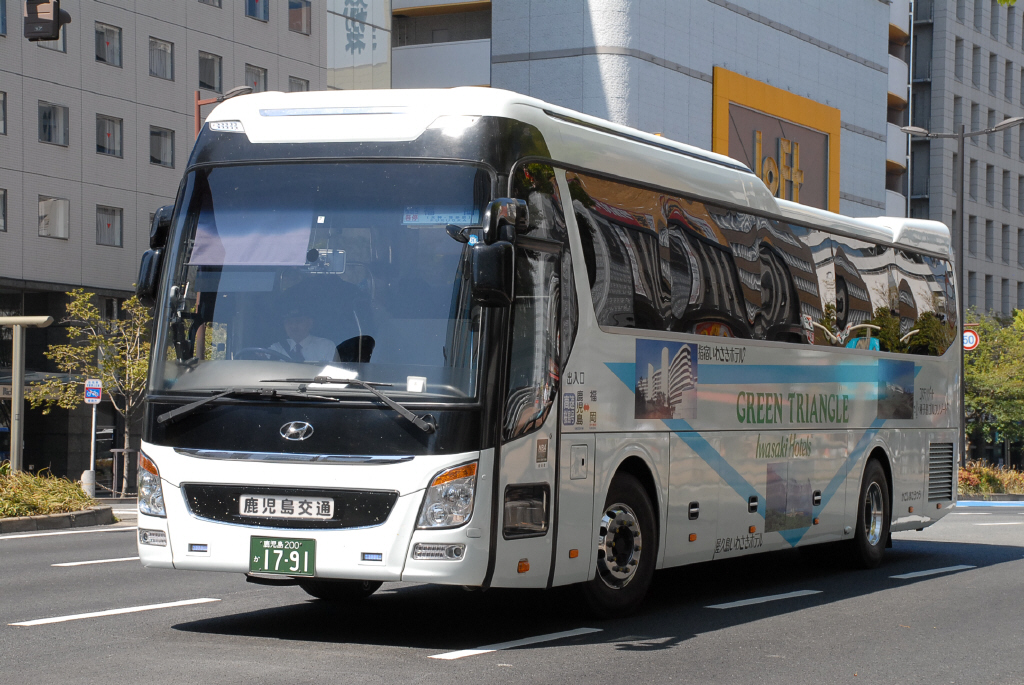
鹿児島交通 鹿児島200か 1791（ヒュンダイLDG-RD00） 2011年に導入された昼行用ハイデッカー・2+1列シート車。鹿児島交通でも現在は4列シート車が主に使用される